# Голохвастов Костянтин Юрійович
Костянтин Юрійович Голохвастов (6 лютого 1977, Дніпродзержинськ, Українська РСР, СРСР) — український і російський хокеїст, центральний нападник.

## Спортивна кар'єра
З чотирьох років займався в команді «Хімік» (Дніпродзержинськ). В чотирнадцять — отримав запрошення від школи підготовки московського «Динамо». Виступав за «Динамо» (Москва), «Динамо-2» (Москва), «Нафтохімік» (Нижньокамськ), ЦСКА (Москва), «Авангард» (Омськ), «Авангард-2» (Омськ), «Динамо-Енергія» (Єкатеринбург), «Кедр» (Новоуральськ), «Енергія» (Кемерово), «Трактор» (Челябінськ), «Нафтовик» (Альметьєвськ), «Липецьк», «Металургс» (Лієпая), «Аріада-Акранас» (Волзьк), «Металург» (Сєров), «Кристал» (Бердськ, Новосибірська область).
У складі юніорської збірної Росії брав участь на чемпіонаті Європи-1995 (4-е місце). На драфті-1995 був обраний клубом Національної хокейної ліги «Тампа-Бей Лайтнінг». Майстер спорту. В чемпіонаті Росії провів 608 матчів (96+135), у тому числі у Суперлізі — 130 (17+10). У чемпіонаті Латвії — 29 (9+13).
2001 року закінчив Російську державну академію фізичної культури. У 2011 році пройшов курси підвищення кваліфікації на факультеті додаткової професійної освіти Федерального державного освітнього закладу вищої професійної освіти «Сибірський державний університет фізичної культури і спорту» за програмою: «Сучасна теорія і методика хокею».
Після завершення ігрової кар'єри працює дитячим тренером.